# Какара
Ка̀кара (на гръцки: Μεσοκώμη, Месокоми, до 1927 година Κάκαρα, Какара) е село в Гърция, Егейска Македония, дем Довища.

## География
Селото е разположено на около 12 километра югоизточно от град Сяр (Серес), в Сярското поле.

## История
Според преброяването от 1928 година селото е чисто бежанско с 46 бежански семейства и 186 души.
В 1924 - 1925 година е построена църквата „Свети Георги“.